# Élections législatives de 2012 dans l'Aisne
Les élections législatives françaises de 2012 se déroulent les 10 et 17 juin 2012. Dans le département de l'Aisne, non concerné par le redécoupage électoral, cinq députés sont à élire dans le cadre de cinq circonscriptions.

## Élus
| Circonscription                                 | Député sortant         | Parti | Parti | Groupe | Député élu ou réélu     | Parti | Parti | Groupe |
| ----------------------------------------------- | ---------------------- | ----- | ----- | ------ | ----------------------- | ----- | ----- | ------ |
| 1re                                             | René Dosière           |       | DVG   | SRC    | René Dosière            |       | DVG   | SRC    |
| 2e                                              | Xavier Bertrand        |       | UMP   | UMP    | Xavier Bertrand         |       | UMP   | UMP    |
| 3e                                              | Jean-Pierre Balligand* |       | PS    | SRC    | Jean-Louis Bricout      |       | PS    | SRC    |
| 4e                                              | Jacques Desallangre*   |       | PG    | GDR    | Marie-Françoise Bechtel |       | MRC   | SRC    |
| 5e                                              | Isabelle Vasseur       |       | UMP   | UMP    | Jacques Krabal          |       | PRG   | RRDP   |
| * député sortant ne se représentant pas en 2012 |                        |       |       |        |                         |       |       |        |

## Résultats

### Analyse

Résultats électoraux de la droite parlementaire au premier tour par canton.
Résultats électoraux de la gauche parlementaire au premier tour par canton.

La gauche conforte son assise dans l'Aisne, département dont le périmètre des circonscriptions n'a connu aucune modification. À droite, seul Xavier Bertrand, ancien ministre et ex-secrétaire général de l'UMP, l'emporte, d'une courte tête, avec 50,25 % des voix, dans son fief de Saint-Quentin. Au sud, dans le secteur de Château-Thierry, sa collègue Isabelle Vasseur doit s'incliner au terme d'une triangulaire imposée par le FN. À Laon, le dissident socialiste René Dosière est réélu bien qu'une fois encore, ses mauvaises relations avec la fédération socialiste locale lui aient empêché d'acquérir l'investiture du PS. Il a dû affronter une triangulaire au second tour, le candidat officiellement investi par le PS ayant refusé de se désister. Enfin, le mouvement chevènementiste récupère la circonscription de Soissons. Le sortant Jacques Desallangre ne se représentait pas. Élu sous l'étiquette MDC en 1997, il avait par la suite rejoint le groupe communiste en tant qu'apparenté puis rallié le Parti de gauche. Or, dans la primaire à gauche qui les opposait au premier tour, c'est la chevènementiste Marie-Françoise Bechtel qui a pris le dessus sur son concurrent du Front de gauche Jean-Luc Lanouilh.

### Résultats à l'échelle du département
| Parti          | Parti                              | Premier tour | Premier tour | Second tour | Second tour | Sièges |
| Parti          | Parti                              | Voix         | %            | Voix        | %           | Sièges |
| -------------- | ---------------------------------- | ------------ | ------------ | ----------- | ----------- | ------ |
|                | Parti socialiste                   | 41 714       | 19,09        | 51 924      | 24,12       | 1      |
|                | Divers gauche dont MRC             | 22 852       | 10,46        | 39 335      | 18,27       | 2      |
|                | Parti radical de gauche            | 18 237       | 8,34         | 20 427      | 9,49        | 1      |
|                | Europe Écologie Les Verts          | 5 374        | 2,46         |             |             | 0      |
|                | Majorité présidentielle            | 88 177       | 40,35        | 111 686     | 51,88       | 4      |
|                |                                    |              |              |             |             |        |
|                | Union pour un mouvement populaire  | 55 705       | 25,49        | 77 431      | 35,96       | 1      |
|                | Nouveau centre                     | 11 297       | 5,17         | 15 974      | 7,42        | 0      |
|                | Divers droite dont DLR et PCD      | 2 028        | 0,93         |             |             | 0      |
|                | Parti radical                      | 1 426        | 0,65         | 0           |             |        |
|                | Droite parlementaire               | 70 456       | 32,24        | 93 405      | 43,38       | 1      |
|                |                                    |              |              |             |             |        |
|                | Front national                     | 39 504       | 18,07        | 10 205      | 4,74        | 0      |
|                | Front de gauche                    | 15 215       | 6,96         |             |             | 0      |
|                | Extrême gauche dont LO, NPA et POI | 2 240        | 1,02         | 0           |             |        |
|                | Extrême droite                     | 1 307        | 0,60         | 0           |             |        |
|                | Divers écologiste dont MÉI et AÉI  | 1 046        | 0,48         | 0           |             |        |
|                | Mouvement démocrate                | 623          | 0,29         | 0           |             |        |
|                |                                    |              |              |             |             |        |
| Inscrits       | Inscrits                           | 376 165      | 100,00       | 376 147     | 100,00      | 5      |
| Abstentions    | Abstentions                        | 154 470      | 41,06        | 154 791     | 41,15       |        |
| Votants        | Votants                            | 221 695      | 58,94        | 221 356     | 58,85       |        |
| Blancs et nuls | Blancs et nuls                     | 3 127        | 1,41         | 6 060       | 2,74        |        |
| Exprimés       | Exprimés                           | 218 568      | 98,59        | 215 296     | 97,26       |        |

### Cartes

Nuance politique des candidats arrivés en tête dans chaque canton au 1er tour dans le département de l'Aisne.
Nuance politique des candidats arrivés en tête dans chaque circonscription au 1er tour dans l'Aisne avec celle des candidats se maintenant au second tour.
Nuance politique des candidats arrivés en tête dans chaque canton au 2e tour dans le département de l'Aisne.
Nuance politique des députés élus dans chaque circonscription au 2e tour dans l'Aisne.

### Résultats par circonscription

#### Première circonscription (Laon)
| Candidat       | Candidat                   | Parti                    | Premier tour | Premier tour | Second tour | Second tour |  |
| Candidat       | Candidat                   | Parti                    | Voix         | %            | Voix        | %           |  |
| -------------- | -------------------------- | ------------------------ | ------------ | ------------ | ----------- | ----------- |  |
|                | René Dosière sortant réélu | Divers gauche (PRG, IDG) | 12 416       | 29,11        | 17 460      | 42,19       |  |
|                | Aude Bono                  | NC (UMP)                 | 11 297       | 26,49        | 15 974      | 38,60       |  |
|                | Fawaz Karimet              | PS                       | 9 157        | 21,47        | 7 950       | 19,21       |  |
|                | Jean-Louis Roux            | RBM (FN)                 | 6 743        | 15,81        |             |             |  |
|                | Claudine Brunet            | FG (PCF)                 | 1 629        | 3,82         |             |             |  |
|                | Claire Bril                | MÉI (EÉLV)               | 334          | 0,76         |             |             |  |
|                | Marie-Paule Gosset         | DLR                      | 306          | 0,72         |             |             |  |
|                | Jean-Loup Pernelle         | LO                       | 285          | 0,67         |             |             |  |
|                | Carole Philippot           | AÉI                      | 265          | 0,65         |             |             |  |
|                | Damien Peiffer             | PLD                      | 222          | 0,52         |             |             |  |
|                |                            |                          |              |              |             |             |  |
| Inscrits       | Inscrits                   | Inscrits                 | 72 620       | 100,00       | 72 613      | 100,00      |  |
| Abstentions    | Abstentions                | Abstentions              | 29 456       | 40,56        | 30 257      | 41,67       |  |
| Votants        | Votants                    | Votants                  | 43 164       | 59,44        | 42 356      | 58,33       |  |
| Blancs et nuls | Blancs et nuls             | Blancs et nuls           | 510          | 1,18         | 972         | 2,29        |  |
| Exprimés       | Exprimés                   | Exprimés                 | 42 654       | 98,82        | 41 384      | 97,71       |  |

#### Deuxième circonscription (Saint-Quentin)
| Candidat       | Candidat                      | Parti               | Premier tour | Premier tour | Second tour | Second tour |  |
| Candidat       | Candidat                      | Parti               | Voix         | %            | Voix        | %           |  |
| -------------- | ----------------------------- | ------------------- | ------------ | ------------ | ----------- | ----------- |  |
|                | Xavier Bertrand sortant réélu | UMP                 | 17 404       | 38,89        | 22 445      | 50,25       |  |
|                | Anne Ferreira                 | PS (IDG, EÉLV, PRG) | 15 874       | 35,47        | 22 223      | 49,75       |  |
|                | Yannick Lejeune               | RBM (FN)            | 7 289        | 16,29        |             |             |  |
|                | Guy Fontaine                  | FG (PCF)            | 2 123        | 4,74         |             |             |  |
|                | Paul Gironde                  | CpF (MoDem)         | 623          | 1,39         |             |             |  |
|                | Michel Aurigny                | POI                 | 296          | 0,66         |             |             |  |
|                | Jean-Thierry Gampert          | PDF (UDN)           | 276          | 0,62         |             |             |  |
|                | Anne Zanditénas               | LO                  | 242          | 0,54         |             |             |  |
|                | Sylvie Glinatsis              | MÉI                 | 225          | 0,50         |             |             |  |
|                | Guillaume Buil                | AÉI                 | 222          | 0,50         |             |             |  |
|                | Antonio Ribeiro               | LGM                 | 178          | 0,40         |             |             |  |
|                |                               |                     |              |              |             |             |  |
| Inscrits       | Inscrits                      | Inscrits            | 73 249       | 100,00       | 73 254      | 100,00      |  |
| Abstentions    | Abstentions                   | Abstentions         | 27 914       | 38,11        | 27 271      | 37,23       |  |
| Votants        | Votants                       | Votants             | 45 335       | 61,89        | 45 983      | 62,77       |  |
| Blancs et nuls | Blancs et nuls                | Blancs et nuls      | 583          | 1,29         | 1 315       | 2,86        |  |
| Exprimés       | Exprimés                      | Exprimés            | 44 752       | 98,71        | 44 668      | 97,14       |  |

#### Troisième circonscription (Hirson)
| Candidat       | Candidat                       | Parti          | Premier tour | Premier tour | Second tour | Second tour |  |
| Candidat       | Candidat                       | Parti          | Voix         | %            | Voix        | %           |  |
| -------------- | ------------------------------ | -------------- | ------------ | ------------ | ----------- | ----------- |  |
|                | Jean-Louis Bricout élu         | PS             | 16 683       | 41,10        | 21 751      | 54,31       |  |
|                | Frédéric Meura                 | UMP            | 13 005       | 32,04        | 18 301      | 45,69       |  |
|                | Bertrand Dutheil de La Rochère | RBM (FN)       | 6 617        | 16,30        |             |             |  |
|                | Régis Lecoyer                  | FG (PG) (PCF)  | 1 888        | 4,65         |             |             |  |
|                | Pierre Chabot                  | PDF (NDP)      | 619          | 1,53         |             |             |  |
|                | France Savelli                 | PRV            | 535          | 1,32         |             |             |  |
|                | Jean-Pierre Vitu               | LO             | 377          | 0,93         |             |             |  |
|                | Didier Colpin                  | RS             | 354          | 0,87         |             |             |  |
|                | Jean-Claude Pagniez            | DLR            | 327          | 0,81         |             |             |  |
|                | Joël Pichonnier                | LGM            | 185          | 0,46         |             |             |  |
|                |                                |                |              |              |             |             |  |
| Inscrits       | Inscrits                       | Inscrits       | 70 292       | 100,00       | 70 285      | 100,00      |  |
| Abstentions    | Abstentions                    | Abstentions    | 28 911       | 41,13        | 28 872      | 41,08       |  |
| Votants        | Votants                        | Votants        | 41 381       | 58,87        | 41 413      | 58,92       |  |
| Blancs et nuls | Blancs et nuls                 | Blancs et nuls | 791          | 1,91         | 1 361       | 3,29        |  |
| Exprimés       | Exprimés                       | Exprimés       | 40 590       | 98,09        | 40 052      | 96,71       |  |

Le candidat suppléant du Parti socialiste était Michel Lefèvre, mais il est mort d'un accident de la route le vendredi 1er juin, à peine plus d'une semaine avant le premier tour. En conséquence, conformément au code électoral, le candidat qu'il supplée (Jean-Louis Bricourt) a dû notifier au préfet un nouveau suppléant.

#### Quatrième circonscription (Soissons)
| Candidat       | Candidat                         | Parti           | Premier tour | Premier tour | Second tour | Second tour |  |
| Candidat       | Candidat                         | Parti           | Voix         | %            | Voix        | %           |  |
| -------------- | -------------------------------- | --------------- | ------------ | ------------ | ----------- | ----------- |  |
|                | Isabelle Létrillart              | MPF (UMP, CPNT) | 10 476       | 24,31        | 18 924      | 46,38       |  |
|                | Marie-Françoise Bechtel élue     | MRC (PS)        | 10 073       | 23,37        | 21 875      | 53,62       |  |
|                | Évelyne Ruelle                   | RBM (FN)        | 8 062        | 18,70        |             |             |  |
|                | Jean-Luc Lanouilh                | FG (PCF)        | 7 460        | 17,31        |             |             |  |
|                | Frédéric Alliot                  | diss. PG (PRG)  | 4 096        | 9,50         |             |             |  |
|                | Charles-Édouard Law de Lauriston | PRV             | 891          | 2,07         |             |             |  |
|                | Stéphanie Lebée                  | EÉLV            | 727          | 1,69         |             |             |  |
|                | Martine Lehideux                 | PDF (UDN)       | 412          | 0,96         |             |             |  |
|                | Michelle Sapori                  | DLR             | 353          | 0,82         |             |             |  |
|                | Laëtitia Voisin                  | LO              | 282          | 0,65         |             |             |  |
|                | Barbara Knockaert                | NPA             | 269          | 0,62         |             |             |  |
|                |                                  |                 |              |              |             |             |  |
| Inscrits       | Inscrits                         | Inscrits        | 78 987       | 100,00       | 78 988      | 100,00      |  |
| Abstentions    | Abstentions                      | Abstentions     | 35 275       | 44,66        | 36 596      | 46,33       |  |
| Votants        | Votants                          | Votants         | 43 712       | 55,34        | 42 392      | 53,67       |  |
| Blancs et nuls | Blancs et nuls                   | Blancs et nuls  | 611          | 1,4          | 1 593       | 3,76        |  |
| Exprimés       | Exprimés                         | Exprimés        | 43 101       | 98,6         | 40 799      | 96,24       |  |

#### Cinquième circonscription (Château-Thierry)
|                | Isabelle Vasseur sortante | UMP            | 14 820 | 31,22  | 17 761 | 36,70  |  |  |  |  |  |
|                | Jacques Krabal élu        | PRG (PS, IDG)  | 14 141 | 29,79  | 20 427 | 42,21  |  |  |  |  |  |
|                | Franck Briffaut           | RBM (FN)       | 10 793 | 22,74  | 10 205 | 21,09  |  |  |  |  |  |
|                | Dominique Jourdain        | EÉLV           | 4 647  | 9,79   |        |        |  |  |  |  |  |
|                | Mireille Ausecache        | FG (PCF)       | 2 115  | 4,46   |        |        |  |  |  |  |  |
|                | Sylvie Géret              | LO             | 489    | 1,03   |        |        |  |  |  |  |  |
|                | Jean-Claude Poiret        | DLR            | 466    | 0,98   |        |        |  |  |  |  |  |
|                |                           |                |        |        |        |        |  |  |  |  |  |
| Inscrits       | Inscrits                  | Inscrits       | 81 017 | 100,00 | 81 007 | 100,00 |  |  |  |  |  |
| Abstentions    | Abstentions               | Abstentions    | 32 914 | 40,63  | 31 795 | 39,25  |  |  |  |  |  |
| Votants        | Votants                   | Votants        | 48 103 | 59,37  | 49 212 | 60,75  |  |  |  |  |  |
| Blancs et nuls | Blancs et nuls            | Blancs et nuls | 632    | 1,31   | 819    | 1,66   |  |  |  |  |  |
| Exprimés       | Exprimés                  | Exprimés       | 47 471 | 98,69  | 48 393 | 98,34  |  |  |  |  |  |

## Rappel des résultats départementaux des élections de 2007

### Élus en 2007
| Circ.            | Élu(e) | Élu(e) | Élu(e)                 | Élu(e)               | Élu(e)               | Battu(e) (seconde place) | Battu(e) (seconde place) | Battu(e) (seconde place)  | Battu(e) (seconde place) | Battu(e) (seconde place) |
| Circ.            | Parti  | Parti  | Nom                    | % suffrages exprimés | % suffrages exprimés | Parti                    | Parti                    | Nom                       | % suffrages exprimés     | % suffrages exprimés     |
| Circ.            | Parti  | Parti  | Nom                    | 1er tour             | 2e tour              | Parti                    | Parti                    | Nom                       | 1er tour                 | 2e tour                  |
| ---------------- | ------ | ------ | ---------------------- | -------------------- | -------------------- | ------------------------ | ------------------------ | ------------------------- | ------------------------ | ------------------------ |
| 1re              |        | DVG    | René Dosière*          | 25,06 %              | 56,28 %              |                          | UMP                      | Gaëdic Blanchard-Douchain | 29,62 %                  | 43,72 %                  |
| 2e               |        | UMP    | Xavier Bertrand*       | 56,28 %              | -                    |                          | PS                       | Odette Grzegrzulka        | 22,81 %                  | -                        |
| 3e               |        | PS     | Jean-Pierre Balligand* | 41,16 %              | 53,31 %              |                          | UMP                      | Frédéric Meura            | 36,24 %                  | 46,69 %                  |
| 4e               |        | DVG    | Jacques Desallangre*   | 26,17 %              | 54,58 %              |                          | UMP                      | Brigitte Thuin-Macherez   | 32,12 %                  | 45,42 %                  |
| 5e               |        | UMP    | Isabelle Vasseur       | 37,84 %              | 53,96 %              |                          | PS                       | Dominique Jourdain        | 20,75 %                  | 46,04 %                  |
| * député sortant |        |        |                        |                      |                      |                          |                          |                           |                          |                          |